# Gravelové kolo

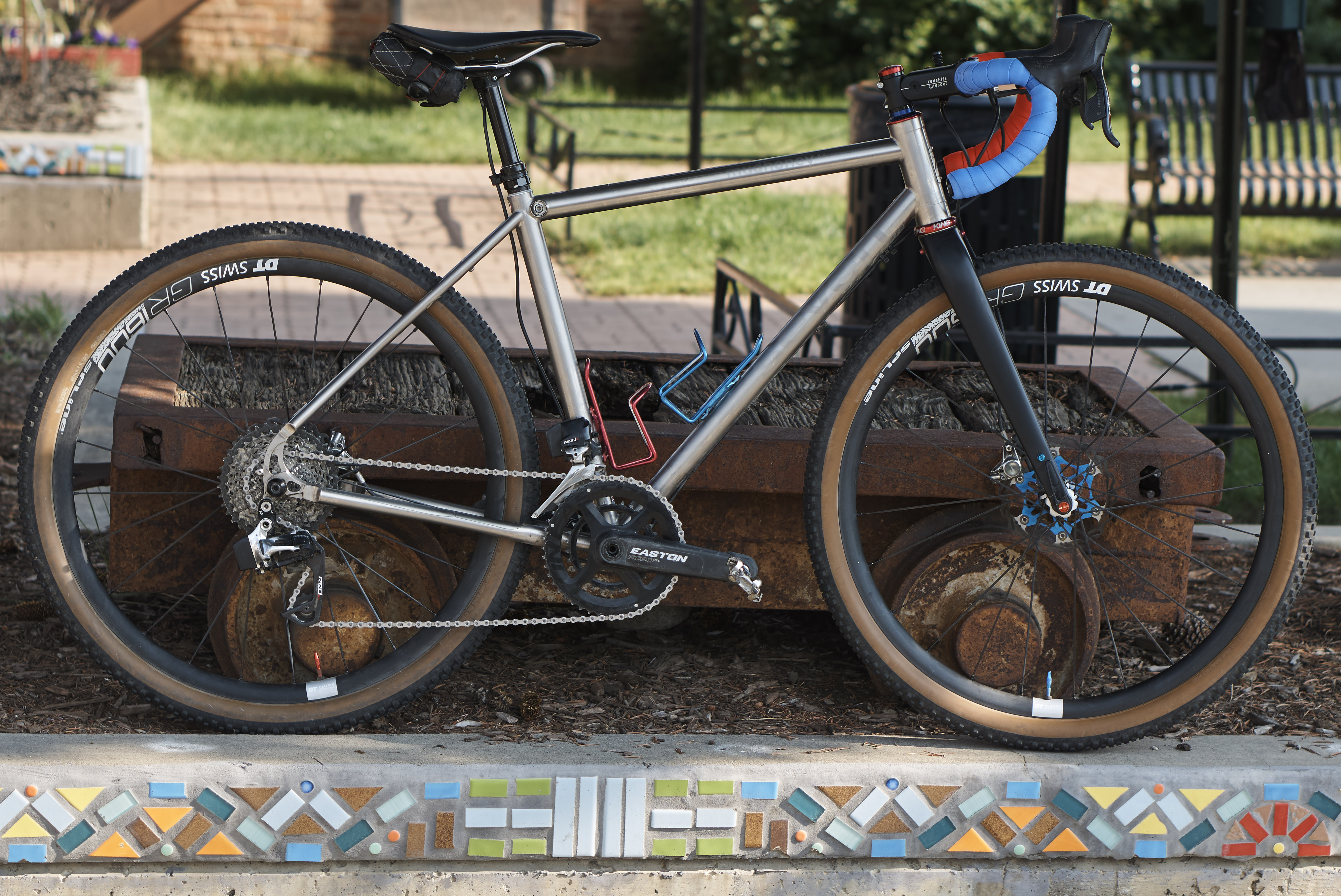
Gravelové kolo

Gravelové kolo je druh jízdního kola, které je vhodné jak pro jízdu na silnici, tak v lehkém terénu. Jméno je odvozeno od anglického slova gravel (štěrk). Pro svoji všestrannost si získává na oblibě.

## Specifika
Kombinuje prvky silničního, cyklokrosového a horského kola. Má úzké pneumatiky podobně jako silniční kolo, ale s větším vzorkem. Řídítka jsou úzká a zahnutá. Ve většině případů mají diskové brzdy. Rám se používá z mnoha druhů materiálů.
Používají se jak klasické, tak nášlapové pedály.

## Závody
Gravelová kola mají svoji vlastní kategorii cyklistických závodů, které se konají převážně v terénu. Konají se po celém světě včetně Česka. V Česku je pořádá Český svaz cyklistiky.